# Starlab

Logo der Raumstation

Starlab ist ein Entwurf des US-amerikanischen Raumfahrtunternehmens Nanoracks für eine privat betriebene bemannte Raumstation. Diese ist als Ersatz für die Internationale Raumstation (ISS) konzipiert und würde dementsprechend hauptsächlich staatlichen Weltraumorganisationen für Forschungszwecke zur Verfügung gestellt. Nanoracks – ein mehrheitliches Tochterunternehmen von Voyager Space – startete das Projekt im Jahr 2021 gemeinsam mit dem Lockheed-Martin-Konzern, der in den Veröffentlichungen von Voyager Space mittlerweile nicht mehr erwähnt wird. Seit 2023 sind die Unternehmen
Airbus Defence and Space und Northrop Grumman Space Systems an der Konstruktion von Starlab beteiligt, seit 2024 auch Mitsubishi und MDA Space.

## Planung und Finanzierung
Starlab ist einer von drei möglichen Nachfolgern der ISS, deren Entwicklung die NASA im Rahmen des 2021 aufgelegten Programms Commercial Low Earth Orbit Destinations (CLD) fördert. Die ISS soll um 2028–2030 außer Betrieb gehen, und Voyager Space strebt einen Start der neuen Station im Jahr 2028 (vormals 2027) an. Als Trägerrakete soll das Starship von SpaceX verwendet werden. Die Realisierung von Starlab hängt noch von weiteren Entscheidungen der NASA und ihrer internationalen Partnerorganisationen ab. Der ehemalige NASA-Administrator Jim Bridenstine wies 2021 auf eine unzureichende Finanzierung des CLD-Programms hin und bezweifelte, dass eine neue Station bis 2030 fertigstellbar sei.
In einer ersten Tranche bezuschusste die NASA den Starlab-Entwurf mit 160 Millionen US-Dollar. Zum Vergleich: Die Kosten für Entwicklung und Bau der relativ preiswerten neuen Chinesischen Raumstation beliefen sich auf umgerechnet etwa 8 Milliarden Dollar.
Voyager Space und Airbus Defence and Space gaben im Januar 2024 die Gründung des Joint Ventures Starlab Space LLC bekannt. Dieses Unternehmen mit Sitz in den USA soll die Starlab-Station entwerfen, bauen und betreiben. Northrop Grumman unterstützt Starlab Space bei der technischen Entwicklung und möchte auf Basis des Cygnus-Frachters Versorgungsraumschiffe für die Station bauen.
2024 wurden weitere Partner des Projektes bekannt gegeben, das Unternehmen Mitsubishi, das im japanischen Raumfahrtprogramm als Hersteller eingebunden ist, das kanadische Unternehmen MDA, das die Roboterarme am Space Shuttle, Canadarm, und auf der ISS, Canadarm2, herstellte und die amerikanische Softwarefirma Palantir. Palantir soll einen sogenannten digitalen Zwilling der Raumstation erarbeiten, was effizientes Management der Station erleichtern soll. Starlab gab bekannt, man binde durch diese Unternehmen alle westlichen Partnern der ISS ein. Der Zusammenschluss zielt auch auf den Zugang zu staatlichen Finanzierungsprogrammen in verschiedenen Regionen ab. Für die Versorgung der Station sollen neben Cygnus-Frachtern von Northrop-Grumman auch Nyx-Frachter des europäischen Startups The Exploration Company verwendet werden.
Das Unternehmen Lufthansa Aviation Training soll sowohl die Astronauten, die zur Raumstation fliegen, als auch das Bodenpersonal ausbilden. Die Firma ist seit dem Jahr 2000 an der Ausbildung europäischer Astronauten für das ISS-Modul Columbus beteiligt.

## Technischer Aufbau
Der ursprüngliche Entwurf von Nanoracks sieht eine Station mit einem nutzbaren Volumen von 340 m3 vor, was etwa einem Drittel des heutigen ISS-Volumens entspräche. Sie soll aus einem zentralen Ankoppelmodul für Raumschiffe, einem großen Wohnmodul und einem Servicemodul bestehen. Letzteres soll neben dem Antrieb 60 kW an elektrischer Leistung bereitstellen. Zudem soll die Station über einen Roboterarm für Außenbordarbeiten verfügen, ähnlich dem Canadarm2 der ISS, der Arm soll primär für Experimente und Nutzlasten zur Verfügung stehen, und weniger der Wartung der Station dienen. Am Design des Wohnbereichs ist die Hotelkette Hilton Worldwide beteiligt, die dieses Engagement auch für Marketingzwecke nutzen möchte.
Die gesamte Station soll mit einem einzigen Raketenstart in eine niedrige Erdumlaufbahn gebracht werden. Das Wohnmodul sollte dabei ursprünglich – ähnlich dem Bigelow Expandable Activity Module der ISS – zusammengefaltet transportiert und im Weltraum aufgeblasen werden. Mit der Beteiligung von Airbus wurde das aufblasbare Modul verworfen. Stattdessen soll ein starres Modul ähnlich denen der ISS gebaut werden, da diese Technologie erprobter sei und Entwicklungszeit und -kosten einsparen werde.